# Valle Agricola
Valle Agricola ist eine italienische Gemeinde (comune) mit 750 Einwohnern (Stand 31. Dezember 2023) in der Provinz Caserta in Kampanien. Sie ist Bestandteil der Comunità Montana del Matese. Die Gemeinde liegt etwa 37,5 Kilometer nordnordwestlich von Caserta.